# Another Hopeless Summer 2011
Another Hopeless Summer 2011 è una compilation pubblicata il 21 giugno 2011 dall'etichetta Hopeless Records, e contiene 16 tracce pubblicate da band sotto contratto con la casa discografica nel corso dell'ultimo anno. Il CD era in vendita al prezzo di 1 dollaro alle tappe del Warped Tour 2011, oppure in formato digitale al costo di 2,99 dollari.

## Descrizione
La opening track, I Feel Like Dancin', è il primo singolo estratto dall'album Dirty Work, debutto su major degli All Time Low. La seconda traccia è Lights Out, terzo singolo estratto da Guaranteed to Disagree, EP di debutto degli We Are the In Crowd. For You, and Your Denial è il primo singolo degli Yellowcard dopo la pausa, tratto da When You're Through Thinking, Say Yes. Hunt Hunt Hunt è il primo singolo del terzo album dei There for Tomorrow, The Verge. La quinta canzone è Burning Hearts dei Silverstein, uscita come singolo promozionale per Rescue. Don't Let Me Cave In dei The Wonder Years è il secondo singolo dall'album Suburbia I've Given You All and Now I'm Nothing. Work in Progress è il secondo singolo tratto da War Paint dei The Dangerous Summer. 80 West è la prima traccia dell'album Trips dei Samiam. Fast, Cheap, and Out of Control è la quinta traccia dell'EP The Mixtape degli Anarbor; si tratta di un B-side. Lost in Limbo è un singolo tratto dall'EP Prove It, dei Divided By Friday. Both Sides of the Story dei We Are the In Crowd è il quarto singolo dell'EP Guaranteed to Disagree. A Dog From Hell (And His Good Advice) (qui in versione alternativa) è la sesta traccia dell'album Go, and Sell All of Your Things di Damion Suomi & the Minor Prophets. Le ultime 4 tracce sono tutte acustiche. Si tratta di Woke Up Older dei The Wonder Years, sempre dall'album Suburbia I've Given You All and Now I'm Nothing; Replace You dei Silverstein, dall'EP Transitions; Nowhere BLVD. dei There for Tomorrow, anch'esso dall'album The Verge; Hold Your Breath è una canzone dei For the Foxes.

## Tracce
1. All Time Low – I Feel Like Dancin' (acoustic version) – 2:55
2. We Are the In Crowd – Lights Out – 3:24
3. Yellowcard – For You, and Your Denial – 3:33
4. There for Tomorrow – Hunt Hunt Hunt – 3:07
5. Silverstein – Burning Hearts – 3:02
6. The Wonder Years – Don't Let Me Cave In – 3:25
7. The Dangerous Summer – Work in Progress – 4:49
8. Samiam – 80 West – 1:53
9. Anarbor – Fast, Cheap, and Out of Control – 3:41
10. Divided By Friday – Lost in Limbo – 3:01
11. We Are the In Crowd – Both Sides of the Story – 2:59
12. Damion Suomi & the Minor Prophets – A Dog From Hell (And His Good Advice) (alternate version) – 4:51
13. The Wonder Years – Woke Up Older (acoustic version) – 3:40
14. Silverstein – Replace You (acoustic version - B side) – 3:42
15. There for Tomorrow – Nowhere BLVD. (acoustic version) – 4:18
16. For the Foxes – Hold Your Breath (acoustic version) – 3:19